# Williamsport, Pennsylvania
Williamsport là một thành phố thuộc quận Lycoming, tiểu bang Pennsylvania, Hoa Kỳ. Năm 2010, dân số của xã này là 29381 người.